# Rubus florulentus
Rubus florulentus es una especie de planta del género Rubus, perteneciente a la familia Rosaceae.

## Taxonomía
Rubus florulentus fue descrita por Wilhelm Olbers Focke en 1890.

## Distribución
Se encuentra en el territorio de Puerto Rico.